# Мікроскоп

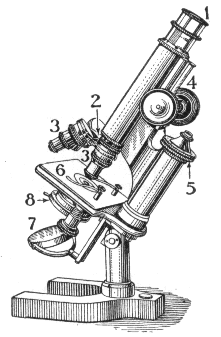
Малюнок оптичного мікроскопа зі словника Webster's New International Dictionary (1911). 1 — окуляр; 2 — револьвер для зміни об'єктивів; 3 — об'єктив; 4 — кремальєра для грубого наведення; 5 — мікрометричний гвинт для точного наведення; 6 — предметний столик; 7 — дзеркало; 8 — конденсор

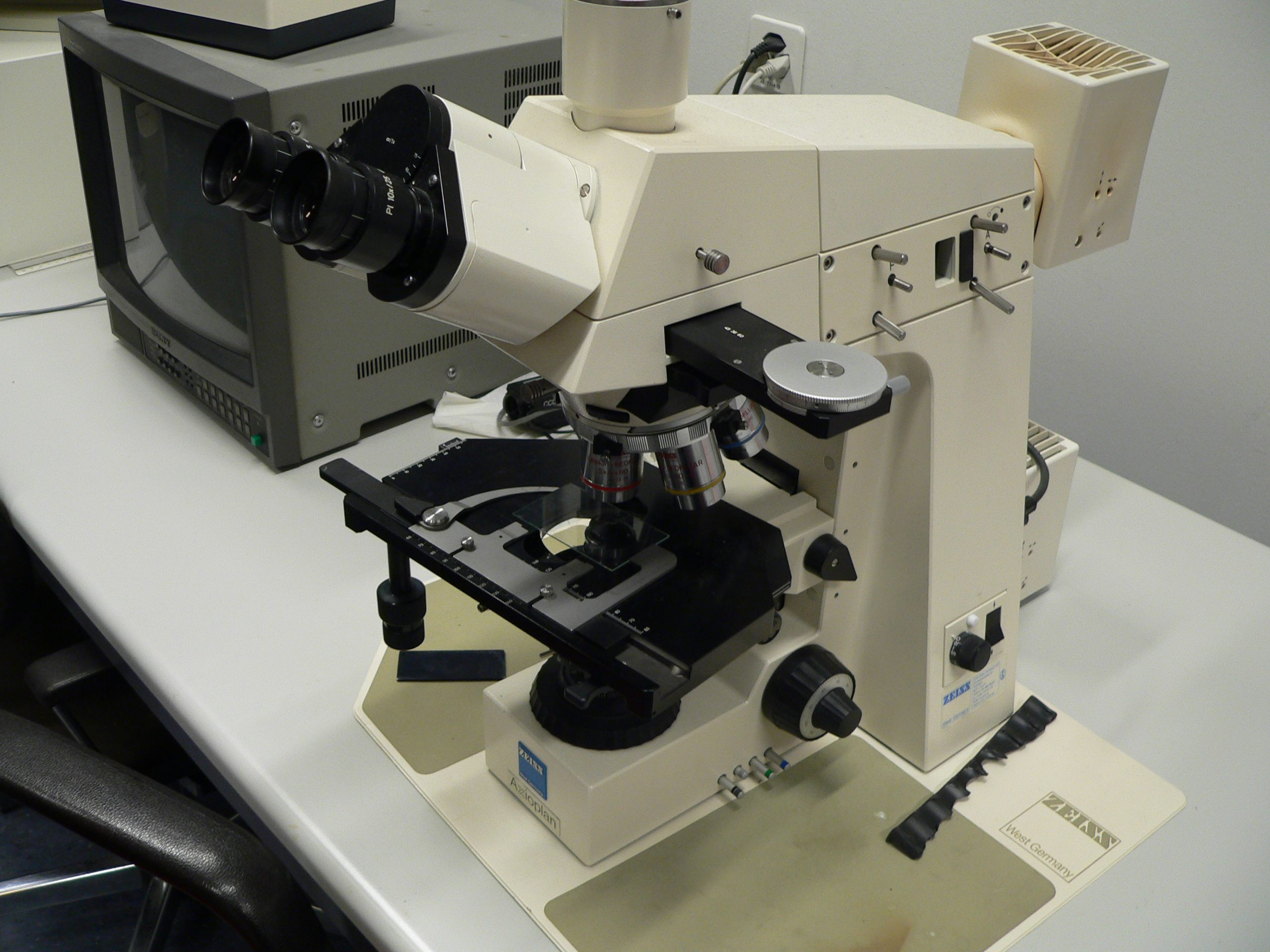
Сучасний бінокулярний мікроскоп

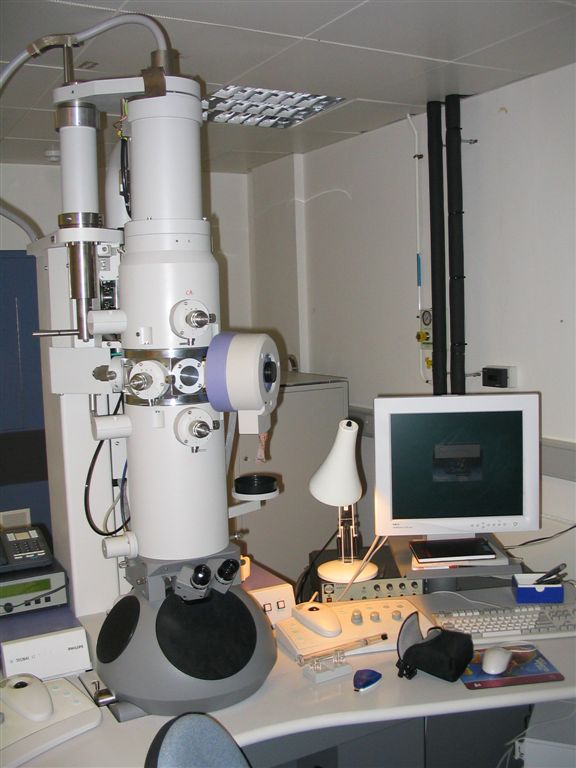
Сучасний електронний мікроскоп

Мікроско́п, дрібногля́д — прилад для розглядання дрібних, невидимих для неозброєного ока, предметів у збільшеному зображенні.
Історично першим приладом, який використовували з такою метою був оптичний мікроскоп, дія якого базується на заломленні світла системою лінз. Оптичний мікроскоп дає збільшення до 3000 разів. У електронному мікроскопі, винайденому в 30-х роках 20 ст., збільшене зображення одержують за допомогою пучків електронів. Він дає збільшення в десятки і сотні тисяч разів. Винайдені у 80-х роках 20 ст. атомний силовий мікроскоп та тунельний мікроскоп дозволяють розглядати зображення об'єктів ядерного масштабу — окремі атоми й молекули. Хід променів в мікроскопі відбивається від дзеркальної поверхні нижче спостережуваного об'єкта, проходить крізь досліджуваний об'єкт, входить до об'єктів мікроскопа, збільшується завдяки лінзі та окуляру. Чіткість регулюється окуляром.

## Історія
На початку XVII ст. у Європі почали використовували перші мікроскопи. Тодішніх учених захоплювала можливість збільшити світ крихітного.
1665 року англійський учений Роберт Гук відкрив крихітні розділи, які назвав клітинами, бо вони йому нагадали схожі на клітки келії монахів. Це спостереження Гука відкрило шлях до відкриття спершу мікроорганізмів.
Антоні ван Левенгук — голландський торговець, що захопився наукою. Дізнавшись про мікроскоп Гука, він вирішив створити свій. Він власноручно зробив мікроскоп, який складався з двох латунних пластин і маленького шматочка скла, що виконує роль лінзи. Щоб працювати з ним треба покласти зразок на вістря голки. Якомога сильніше наближаючи око до лінзи, можна було бачити вістря голки й покласти туди комаху, чи якийсь інший зразок. 1675 року ван Левенгук використовував такий мікроскоп для дослідження краплі води, коли побачив щось надзвичайне: світ повний істот, яких ніхто ніколи не бачив — мікроорганізмів. У його мікроскопа був механічний предметний столик, засіб для фокусування, все те, що потрібно для дослідження зразка.

## Класифікація
Оптичний мікроскоп — мікроскоп, в конструкції якого використовують набір лінз, які при перегляді збільшують зображення дрібних об'єктів. Побудоване за допомогою лінз зображення проєктується в окуляр. Освітлення об'єктів, що розглядаються, відбувається за допомогою невеликого рухомого дзеркальця, яке кріпиться під предметним столиком. Такий тип мікроскопів є традиційним, а також він простий у виготовленні і використанні. Оптичні мікроскопи поділяються на монокулярні, бінокулярні, залежно від кількості окулярів і способу перегляду зображення.
Цифровий мікроскоп — мікроскоп, в якому зображення отримують за допомогою вбудованої електронної відеокамери (на основі ПЗЗ або КМОН-сенсора). У таких мікроскопах, як правило, не передбачено окуляр для спостереження за об'єктами людським оком. Саме ж зображення виводиться на екран. Залежно від типу виведення зображення розрізняють USB-мікроскопи і ТБ-мікроскопи.
Тринокулярні мікроскопи являють собою суміш оптичного і цифрового типів мікроскопа. У них, крім двох стандартних оптичних окулярів, є третій окуляр для фільмування процесу на спеціальну відеокамеру, спостереження і виведення цифрового зображення на екран.
Флуоресцентний мікроскоп — спеціалізований оптичний мікроскоп, призначений для вивчення властивостей або неорганічних речовин з використанням явища флуоресценції (люмінесценції). При цьому можливо проводити дослідження зразків під дією УФ-випромінювання в прохідному або відбитому освітленні. Флуоресцентний мікроскоп складається з джерела світла, збудливого флуорофору; детектора, що реєструє випромінювання флуорофора; і оптичної системи, яка забезпечує фокусування світла і збільшення об'єкта.
Електронний мікроскоп — надпотужний прилад, який використовує, на відміну від оптичного мікроскопа, замість світлового потоку, пучок електронів. Такий тип мікроскопів набагато потужніший за звичайні світлові мікроскопи, а роздільна здатність вище в 1000—10 000 разів.
Стереомікроскоп — спеціалізований тип мікроскопів, який дає об'ємне зображення спостережуваного об'єкта. Стереомікроскопи використовують для точнішого визначення форми, розмірів, будови та багатьох інших характеристик мікрооб'єктів. Стереомікроскопи бувають аналоговими або цифровими.
Рентгенівський мікроскоп — пристрій для дослідження дуже малих об'єктів, розміри яких порівнянні з довжиною рентгенівської хвилі. Заснований на використанні електромагнітного випромінювання з довжиною хвилі від 0,01 до 1 нанометра.
Скануючий зондовий мікроскоп — клас мікроскопів для отримання зображення поверхні і її локальних характеристик. Процес побудови зображення оснований на скануванні поверхні зондом. У загальному випадку дозволяє отримати тривимірне зображення поверхні (топографію) з високою роздільною здатністю. Поділяються на такі основні типи:
- Атомно-силовий мікроскоп — мікроскоп, що дозволяє отримувати зображення поверхні об'єктів із роздільною здатністю порядку кількох нанометрів та маніпулювати наноскопічними об'єктами, наприклад, окремими молекулами.
- Тунельний мікроскоп — мікроскоп, що дозволяє отримувати зображення поверхні твердих тіл практично на атомному рівні за рахунок тунелювання електронів.
- Ближньопольний оптичний мікроскоп — тип мікроскопів, що забезпечує роздільну здатність краще, ніж у звичайного оптичного мікроскопа. Підвищення роздільності досягається детектуванням розсіювання світла від досліджуваного об'єкта на відстанях менших, ніж довжина хвилі світла.